# Samsung Galaxy A7 (2017)
El Samsung Galaxy A7 (2017) es un teléfono inteligente Android de rango alto a medio producido por Samsung Electronics. Se anunció el 2 de enero de 2017, junto con Samsung Galaxy A3 (2017) y Samsung Galaxy A5 (2017). Este movimiento marca el primer lanzamiento de producto de Samsung desde la descontinuación del Samsung Galaxy Note 7 en octubre de 2016.
El Samsung Galaxy A7 (2017) ejecuta Android 6.0 Marshmallow listo para usar y se ejecuta en la interfaz Grace UX (y se puede actualizar a Android 7.0 'Nougat' y Android 8.0 'Oreo' con Samsung Experience 8.1 y 9.0 respectivamente). El teléfono inteligente cuenta con un SoC Exynos 7880 que consta de 8 ARM Cortex A-53 respaldado por la GPU Mali-T830MP3 y tiene 3 GB de RAM y 32 GB de almacenamiento interno, ampliable a 256 GB a través de una ranura para tarjeta MicroSD. A diferencia de la versión anterior del A7, tiene una ranura para tarjeta MicroSD dedicada que permite usar una segunda tarjeta SIM en modelos dual SIM y una tarjeta MicroSD al mismo tiempo.
El dispositivo conserva una batería no extraíble como su predecesor, con una capacidad nominal de 3600 mAh con capacidades de carga rápida. Sus funciones adicionales, similares a las del buque insignia de Samsung de 2016, incluyen resistencia al agua IP68, pantalla siempre encendida y respaldo de vidrio 3D con Gorilla Glass 4. Una nueva función de 'pantalla siempre encendida' muestra un reloj, un calendario y notificaciones en la pantalla cuando el dispositivo está en modo de espera. El Samsung A7 2017 comenzó a recibir la última actualización de Android 8.0 Oreo en 2018.